# 迪特尔·洛泽特
迪特尔·洛泽特（德語：Dieter Losert，1940年11月1日—），奥地利男子赛艇运动员。他曾代表奥地利参加世界赛艇锦标赛，获得一枚铜牌。他也曾参加1960年、1964年和1968年夏季奥运会。